# Cryphimaea
Cryphimaea is een geslacht van vlinders van de familie visstaartjes (Nolidae), uit de onderfamilie Chloephorinae.

## Soorten
- C. poliophasma Turner, 1933